# Ambasada Zimbabwe w Berlinie
Ambasada Zimbabwe w Berlinie – misja dyplomatyczna Republiki Zimbabwe w Republice Federalnej Niemiec.
Ambasador Republiki Zimbabwe w Berlinie oprócz Republiki Federalnej Niemiec akredytowany jest również w Rzeczypospolitej Polskiej.